# Ischnoptera clavator
Ischnoptera clavator är en kackerlacksart som beskrevs av Rehn, J. A. G. 1918. Ischnoptera clavator ingår i släktet Ischnoptera och familjen småkackerlackor. Inga underarter finns listade i Catalogue of Life.